# 문화 재생산
문화 재생산(文化再生産, Cultural Production)은 한 사회의 규범이나 가치가 직접적으로 다시 생산되어 되물림되기 보다는 문화적 과정을 통하여 간접적으로 다시 생산되어 되물림된다고 보는 이론이다. 미국의 애플, 프랑스의 부르디외, 영국의 번스타인이 주장하였다.

## 교육학
교육학에서 바라보는 문화 재생산은 학교가 기존의 질서를 옹호, 정당화하는 과정을 탐구한다.

### 부르디외의 문화재생산이론
피에르 부르디외는 학교가 문화자본의 불평등한 분배과정에 개입하는 과정을 연구하여 지배층의 문화가 어떻게 사회적 정당성을 획득하게 되는지를 분석한다. 부르디외는 학교는 객관적이고 중립적인 지식을 전달하는 것이 아니라 지배층이 인정하는 문화만을 주입하고 이러한 과정을 정당화하여 기존의 사회 질서를 자연스럽다고 생각하도록 만든다고 주장한다. 이러한 역할을 수행하기 위해 학교는 상징적 폭력의 행사를 통해 문화재생산에 기여한다.

#### 상징적 폭력
부르디외의 문화재생산이론의 핵심으로, 교육 속에 숨겨진 지배와 피지배를 구분하는 권력 관계를 일컫는다. 이러한 상징적 폭력은 직접적으로 드러나지 않고 숨겨지고 객관적이며 제도화된 방식으로 이루어진다. 피지배자의 복종을 끌어내는 지배의 한 형태이지만 강제적이지 않고, 폭력을 행사하거나 폭력을 당하고 있는 사람들이 그 사실을 알고 있지 못하거나 알려고 하지 않는 상황에서 발생한다. 이런 상징적인 폭력은 주로 언어를 통해서 발생하며, 언어의 구사능력이 언어의 문제를 넘어 계급적 특성을 가지게 되는 것으로 전환되는 경우가 있다.

## 같이 보기
- 아비투스